# Chris (voornaam)
Chris is een jongens- en meisjesvoornaam die is ontstaan als afkorting van de namen Christiaan en Christoffel, die respectievelijk zijn afgeleid van het Latijnse Christianus (volger van Christus) en het Griekse Christophoros (Χριστόφορος) (Christus-drager). Op hun beurt zijn deze gebaseerd op het Griekse Christos (χριστος) dat gezalfde betekent.
Er bestaan veel varianten op deze namen, Christoffel, Christopher of Christoph; Christian en Christiaan.
Meisjesnamen die van dezelfde oorsprong komen, zijn onder andere Christiane, Christianne, Christina, Christine, Chrissy, Christa, en Christel.
Sommige van die namen kunnen in het Nederlands ook met een k worden geschreven, zoals: Kris, Kristel en Kristen.